# 12 de junho
12 de junho é o 163.º dia do ano no calendário gregoriano (164.º em anos bissextos). Faltam 202 dias para acabar o ano.

## Eventos históricos

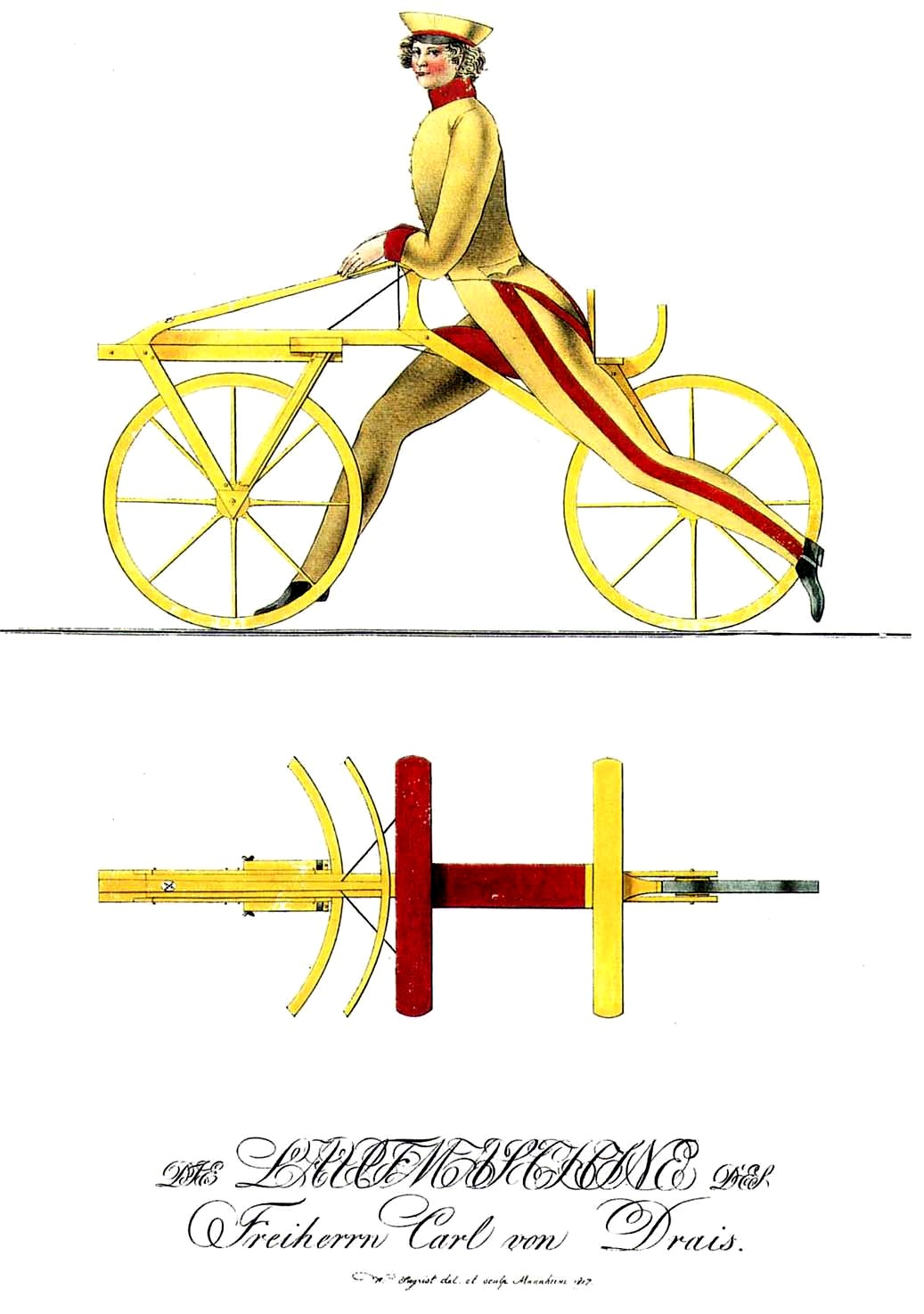
1817: Draisiana, a antecessora da bicicleta moderna

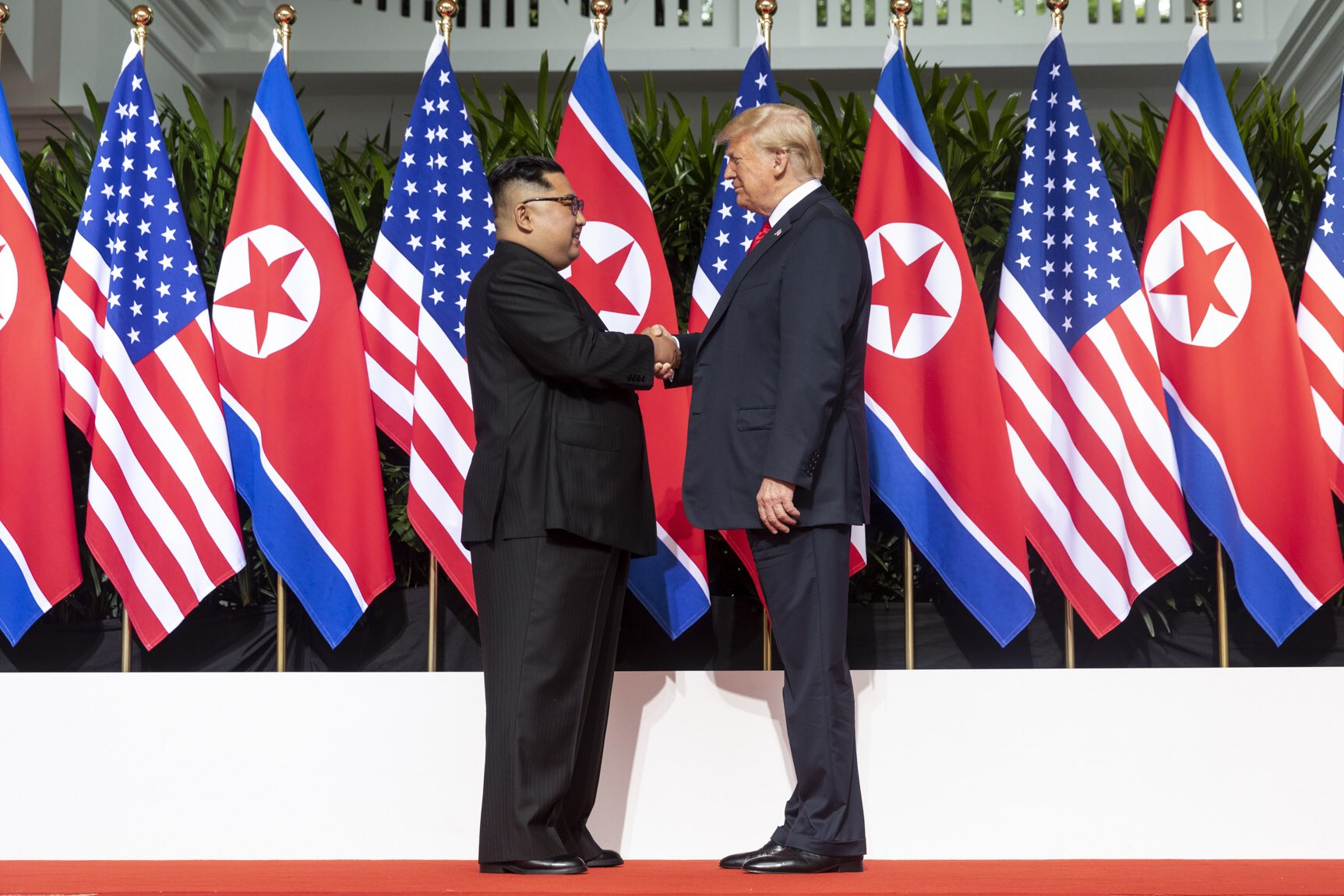
2018: Reunião de cúpula entre Estados Unidos e Coreia do Norte em Singapura

- 1240 — Por instigação de Luís IX da França, um debate inter-religioso, conhecido como a Disputa de Paris, começa entre um monge cristão e quatro rabinos.[1]
- 1418 — Guerra civil Armagnac-Borgonha: parisienses massacram simpatizantes de Bernardo VII, conde de Armagnac, juntamente com todos os prisioneiros, banqueiros estrangeiros e alunos e professores do Colégio de Navarra.[2]
- 1429 — Guerra dos Cem Anos: no segundo dia da Batalha de Jargeau, Joana d'Arc lidera o exército francês na captura da cidade e do comandante inglês, William de la Pole, primeiro duque de Suffolk.
- 1550 — A cidade de Helsinki, na Finlândia (pertencente à Suécia na época) é fundada pelo rei Gustavo I da Suécia.
- 1560 — Batalha de Okehazama: Oda Nobunaga derrota Imagawa Yoshimoto.
- 1641 — Foi firmado o primeiro Tratado de Haia, estabelecendo uma trégua de dez anos entre o Reino de Portugal e a República Holandesa.
- 1643 — A Assembleia de Westminster é convocada pelo Parlamento da Inglaterra, sem o consentimento de Carlos I, a fim de reestruturar a Igreja da Inglaterra.
- 1653 — Primeira Guerra Anglo-Holandesa: início da Batalha de Gabbard, que duraria até o dia seguinte.
- 1772 — Explorador francês Marc-Joseph Marion du Fresne e 25 dos seus homens são mortos pelos maoris na Nova Zelândia.
- 1798 — A bordo do navio "L'Orient", foi assinada pelo Grão-Mestre da Ordem dos Hospitalários e o general Napoleão Bonaparte a ata da rendição de Malta que ficou, assim, sob controlo da Primeira República Francesa.
- 1817 — Primeira forma de bicicleta, a Draisiana, é dirigida por Karl Drais.
- 1834 — Fundação da Associação Mercantil Lisbonense, a primeira associação empresarial em Portugal, que mais tarde viria a ser denominada Associação Comercial de Lisboa.
- 1830 — Início da invasão de Argel: Trinta e quatro mil soldados franceses desembarcam 27 quilômetros a oeste de Argel.
- 1864 — Guerra Civil Americana, Campanha Overland: Batalha de Cold Harbor: Ulysses S. Grant dá às forças confederadas comandadas por Robert E. Lee uma vitória quando ele retira suas tropas da União de sua posição em Cold Harbor, Virgínia, e se move para o sul.
- 1898 — O general Emilio Aguinaldo declara a independência das Filipinas da Espanha.
- 1900 — O Reichstag aprova nova legislação continuando o programa de expansão naval da Alemanha. Ele prevê a construção de 38 navios de guerra em um período de 20 anos. A frota da Alemanha será a maior do mundo.
- 1914 — Massacre de Phocaea: irregulares turcos matam de 50 a 100 gregos e expulsam milhares de outros em uma operação de limpeza étnica no Império Otomano.
- 1921 — Mikhail Tukhachevsky ordena o uso de armas químicas contra a Revolta de Tambov, pondo fim ao levante camponês.
- 1926 — O Brasil se retira da Liga das Nações em protesto contra planos de admissão da Alemanha.
- 1935 — Um cessar-fogo é negociado entre a Bolívia e o Paraguai, pondo fim à Guerra do Chaco.
- 1939 — Baseball Hall of Fame é inaugurado em Cooperstown, Nova Iorque.
- 1940 — Segunda Guerra Mundial: 13 000 soldados britânicos e franceses se rendem ao major-general Erwin Rommel em Saint-Valery-en-Caux, na França.
- 1942 — Anne Frank recebe um diário em seu décimo terceiro aniversário.
- 1943 — O Holocausto: a Alemanha liquida o Gueto Judeu em Brzeżany, Polônia (agora Berezhany, Ucrânia). Cerca de 1 180 judeus são conduzidos ao antigo cemitério judaico da cidade e fuzilados.
- 1944 — Segunda Guerra Mundial: Operação Overlord: paraquedistas norte-americanos da 101ª Divisão Aerotransportada protegem a cidade de Carentan, França.
- 1963
  - É lançado nos cinemas norte-americanos o filme Cleópatra, estrelado por Elizabeth Taylor e Richard Burton. Foi o filme mais caro feito na época.
  - O afro-americano ativista dos direitos civis Medgar Evers é assassinado por Byron De La Beckwith, membro da Ku Klux Klan.
- 1964 — O ativista antiapartheid e líder do ANC, Nelson Mandela, é condenado à prisão perpétua por sabotagem na África do Sul.
- 1981 — O primeiro filme da franquia Indiana Jones, Os Caçadores da Arca Perdida, é lançado nos cinemas.
- 1987
  - Plano Bresser foi instituído durante o governo do presidente José Sarney. O plano Bresser seguiu o Plano Cruzado II, que havia fracassado na tentativa de controlar a inflação no Brasil.
  - Guerra Fria: no Portão de Brandemburgo, o presidente dos Estados Unidos, Ronald Reagan, desafia publicamente Mikhail Gorbatchov a demolir o Muro de Berlim.
  - O ex-imperador da República Centro-Africana, Jean-Bédel Bokassa, é condenado à morte por crimes que cometeu durante seus 13 anos de governo.
- 1988 — Voo Austral Líneas Aéreas 046, um McDonnell Douglas MD-81, cai perto da pista do Aeroporto Libertador General José de San Martín, matando todas as 22 pessoas a bordo.
- 1990 — Dia da Rússia: o parlamento da Federação Russa declara formalmente sua soberania.
- 1991 — Os russos elegeram pela primeira vez Boris Iéltsin democraticamente como presidente da Rússia.
- 1993 — Ocorre uma eleição na Nigéria e é vencida por Moshood Abiola. Seus resultados são posteriormente anulados pelo Governo militar de Ibrahim Babangida.
- 1997 — Rainha Elizabeth II reabre o Globe Theatre em Londres.
- 1999 — Guerra do Kosovo: inicia-se a Operação Conjunta Guardiã quando uma força de manutenção da paz da ONU (KFor), liderada pela OTAN, entra na província do Kosovo na República Federal da Iugoslávia.
- 2000 — O ônibus da linha 174 é sequestrado por Sandro Barbosa do Nascimento, que manteve por quatro horas dez reféns, no bairro do Jardim Botânico, no Rio de Janeiro.
- 2009 — Uma disputada eleição presidencial no Irã leva a amplos protestos locais e internacionais.
- 2014
  - Início da Copa do Mundo FIFA no Brasil.
  - Entre 1 095 e 1 700 iraquianos xiitas são mortos em um ataque do Estado Islâmico do Iraque e do Levante em Camp Speicher em Tikrit, Iraque. É o segundo ato terrorista mais mortal da história, atrás apenas do 11 de setembro.[3]
- 2016 — Quarenta e nove civis são mortos e outros 58 ficam feridos em um ataque à boate LGBT Pulse em Orlando, Flórida, Estados Unidos; o homem armado, Omar Mateen, morre em um tiroteio com a polícia.
- 2017 — O estudante americano Otto Warmbier volta para casa em coma depois de passar 17 meses em uma prisão norte-coreana e morre uma semana depois.
- 2018 — Donald Trump e Kim Jong-un fazem uma reunião de cúpula entre Estados Unidos e Coreia do Norte na ilha Sentosa, Singapura.
- 2025 — O voo Air India 171 cai em Amedabade, Índia, matando mais de 200 pessoas.

## Nascimentos

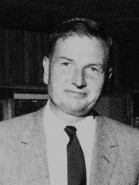
David Rockefeller

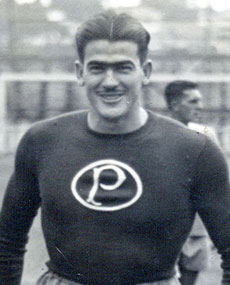
Oberdan Cattani

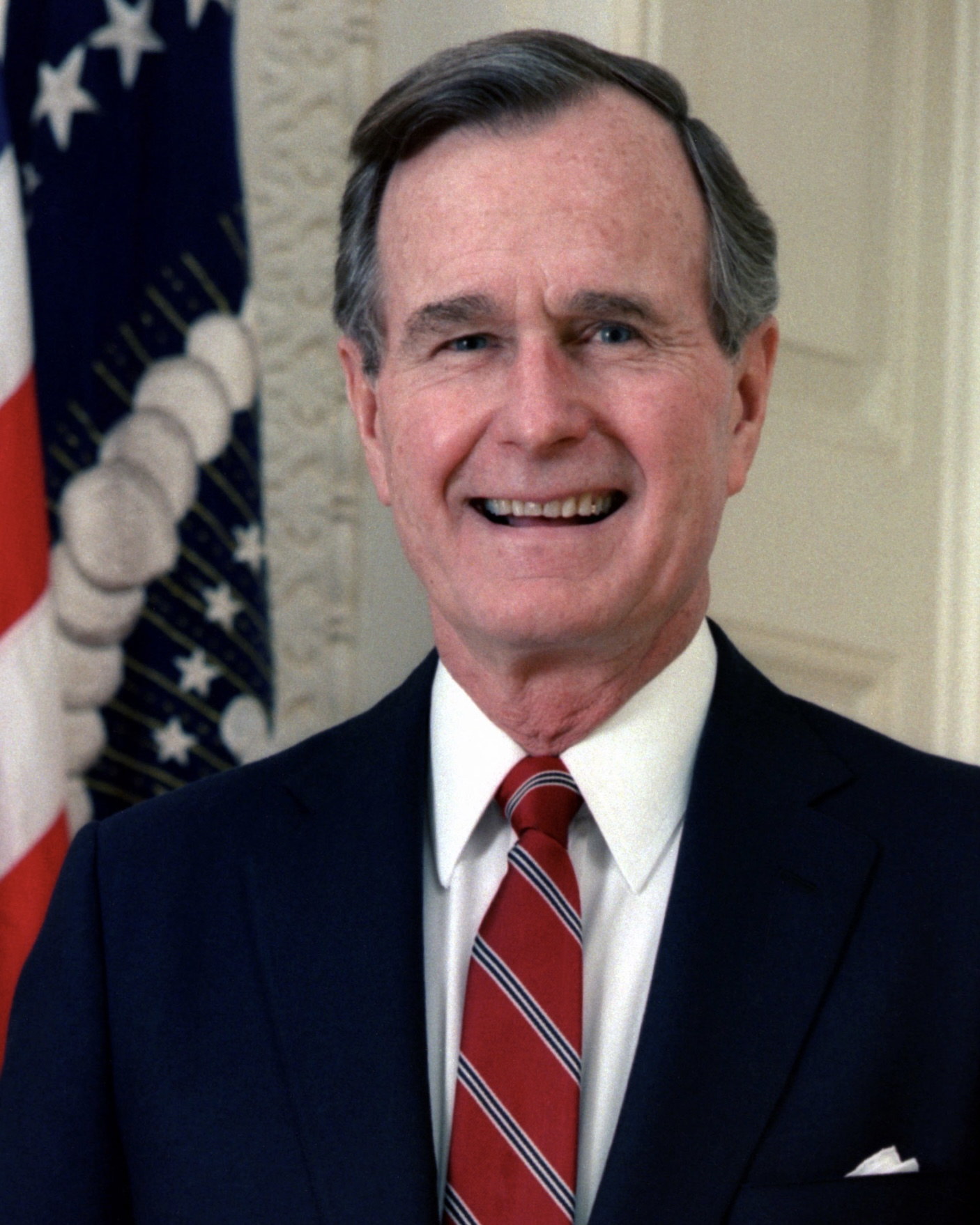
George H. W. Bush

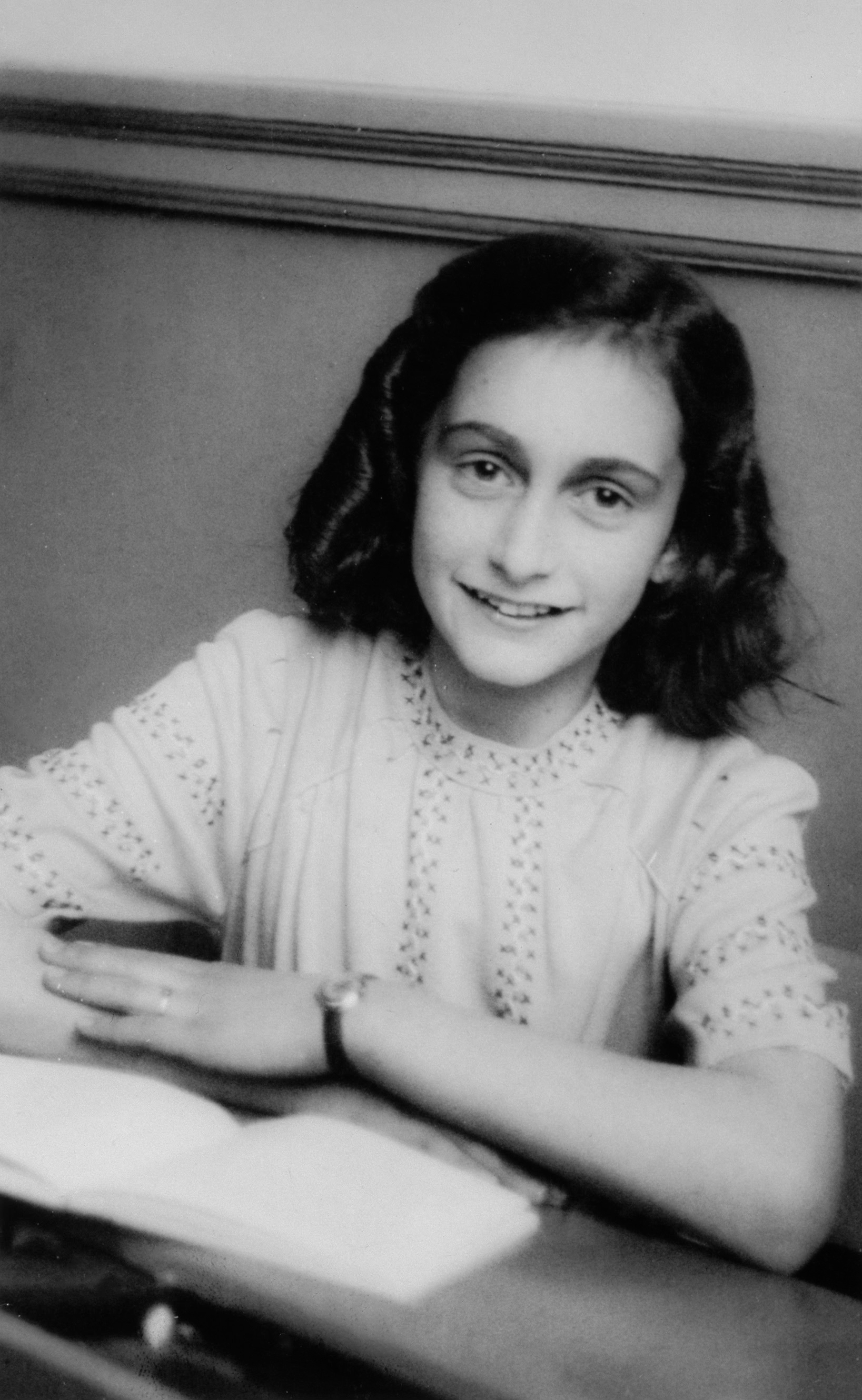
Anne Frank

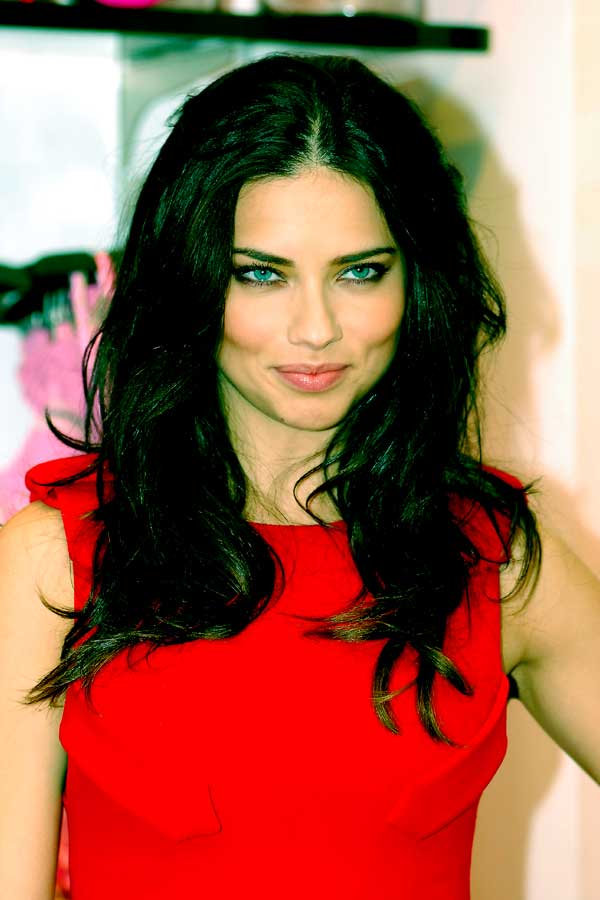
Adriana Lima

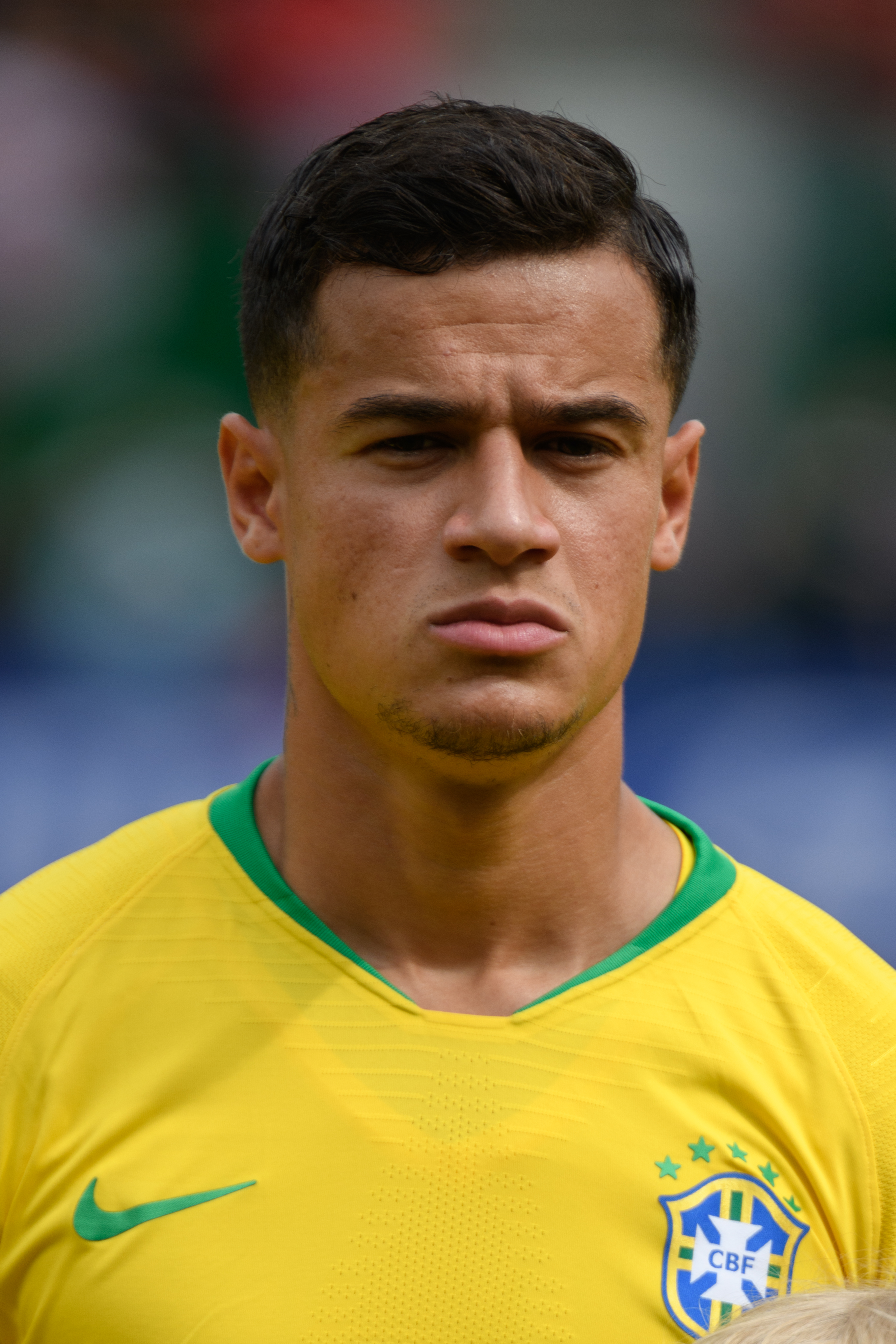
Philippe Coutinho

### Anteriores ao século XIX
- 0950 — Reizei, imperador do Japão (m. 1011)
- 1107 — Gao Zong, imperador chinês (m. 1187)
- 1519 — Cosme I de Médici, Grão-Duque da Toscana (m. 1574).

- 1564 — João Casimiro, Duque de Saxe-Coburgo, primeiro duque de Saxe-Coburgo (m. 1633).
- 1577 — Paul Guldin, matemático e astrônomo suíço (m. 1643).

- 1653 — Maria Amália da Curlândia, nobre alemã (m. 1711).
- 1686 — Marie-Catherine Homassel Hecquet, escritora francesa (m. 1764).
- 1711 — Louis Legrand, sacerdote e teólogo francês (m. 1780).
- 1760 — Jean-Baptiste Louvet de Couvrai, escritor, dramaturgo, jornalista e político francês (m. 1797).
- 1775 — Karl Freiherr von Müffling, marechal-de-campo prussiano (m. 1851)
- 1790 — William Abbot, ator e dramaturgo britânico (m. 1843).

### Século XIX
- 1849 — Jerônimo Tomé da Silva, bispo brasileiro (m. 1924).
- 1850 — Roberto Ivens, explorador português (m. 1898).
- 1881 — John Greig, patinador artístico britânico (m. 1971).
- 1897 — Anthony Eden, político britânico (m. 1977).

### Século XX

#### 1901–1950
- 1906 — Sandro Penna, poeta italiano (m. 1977).
- 1912 — Nina Mae McKinney, atriz, cantora e dançarina americana (m. 1967).
- 1915 — David Rockefeller, banqueiro norte-americano (m. 2017).
- 1919 — Oberdan Cattani, futebolista brasileiro (m. 2014).
- 1921 — Luis García Berlanga, cineasta espanhol (m. 2010).
- 1924 — George H. W. Bush, político americano (m. 2018).
- 1929 — Anne Frank, escritora alemã (m. 1945).
- 1930
  - Innes Ireland, automobilista britânico (m. 1993).
  - Donald Byrne, enxadrista norte-americano (m. 1976).
  - Jim Nabors, ator, cantor e comediante americano (m. 2017).
- 1932 — Carmem Verônica, atriz brasileira.
- 1941
  - Chick Corea, músico norte-americano (m. 2021).
  - Antônio Lopes, treinador de futebol brasileiro.
- 1942 — Bert Sakmann, pesquisador alemão.
- 1944
  - Nelson Acosta, treinador de futebol uruguaio.
  - Gilson de Souza, cantor e compositor brasileiro (m. 2022).
- 1948 — Lyn Collins, cantora norte-americana (m. 2005).
- 1949 — John Wetton, baixista e vocalista britânico (m. 2017).

#### 1951–2000
- 1951
  - Andranik Margaryan, político armênio (m. 2007).
  - Brad Delp, músico estado-unidense (m. 2007).
- 1952 — Paulette, ator e humorista brasileiro (m. 1993).
- 1955 — Guy Lacombe, treinador de futebol francês.
- 1958 — Maguila, pugilista brasileiro. (m. 2024).
- 1962 — Eamonn Walker, ator britânico.
- 1963 — Philippe Bugalski, automobilista francês (m. 2012).
- 1964 — Lorraine Downes, modelo neozelandesa.
- 1965 — Gwen Torrence, atleta estadunidense.
- 1967 — Frances O'Connor, atriz australiana.
- 1968 — Lea Ann Parsley, piloto de skeleton norte-americana.
- 1970 — Rodrigo Maia, político brasileiro.
- 1971 — Mark Henry, wrestler norte-americano.
- 1974
  - Jason Mewes, ator norte-americano.
  - Flávio Conceição, futebolista brasileiro.
- 1975 — Tomcraft, DJ e produtor musical alemão.
- 1977 — Nicolás Vázquez, ator e cantor argentino.
- 1978 — Paula Picarelli, atriz e apresentadora brasileira.
- 1979
  - Diego Milito, futebolista argentino.
  - Robyn, cantora e compositora sueca.
  - Xanddy, cantor, compositor e empresário brasileiro.
- 1981
  - Adriana Lima, modelo brasileira.
  - Andreas Wolf, futebolista alemão.
- 1983
  - Bryan Habana, rugbysta sul-africano.
  - Jessica Senra, jornalista e apresentadora brasileira.
- 1984 — Lindsey Harding, basquetebolista estadunidense.
- 1985
  - Kendra Wilkinson, apresentadora e modelo norte-americana.
  - Dave Franco, ator norte-americano.
- 1986 — Alan Hellmeister, automobilista brasileiro.
- 1987
  - Antonio Barragán, futebolista espanhol.
  - Gil, futebolista brasileiro.
- 1988 — Mauricio Isla, futebolista chileno.
- 1990
  - John Lineker, lutador brasileiro.
- 1991
  - Carlinhos Maia, humorista, ator, influenciador digital e empresário brasileiro.
  - Gabriel Gava, cantor brasileiro.
- 1992 — Philippe Coutinho, futebolista brasileiro.
- 1994 — Don Toliver, rapper, cantor e compositor norte-americano.
- 1996 — Anna Margaret, cantora norte-americana.
- 1997 — Sebastián Córdova, futebolista mexicano.
- 1998 — Attila Valter, ciclista húngaro.
- 1999 — Mulu Hailemichael, ciclista etíope.
- 2000 — Darius Bazley, jogador de basquete americano.

## Mortes

### Anteriores ao século XIX
- 0816 — Papa Leão III (n. 750).
- 0918 — Etelfleda, Senhora dos Mércios (n. 869/870).
- 1144 — Al-Zamakhshari, teólogo persa (n. 1075).
- 1152 — Henrique da Escócia (n. 1114).
- 1294 — João I de Brienne, conde d'Eu (n. 1250).
- 1351 — Joana Nunes de Lara, nobre espanhola (n. 1286).
- 1418 — Bernardo VII, Conde de Armagnac (n. 1360).
- 1435 — John FitzAlan, 14.º Conde de Arundel (n. 1408).
- 1478 — Luís III Gonzaga, marquês de Mântua (n. 1412).
- 1524 — Diego Velázquez de Cuéllar, conquistador espanhol (n. 1465).
- 1560 — Imagawa Yoshimoto, daimiô japonês (n. 1519).
- 1565 — Adrien Turnèbe, humanista e filólogo francês (n. 1512).
- 1567 — Richard Rich, 1.º Barão Rich (n. 1496).
- 1675 — Carlos Emanuel II, Duque de Saboia (n. 1634).
- 1734 — Jaime FitzJames, 1.º Duque de Berwick (n. 1670).
- 1758 — Augusto Guilherme da Prússia (n. 1722).
- 1772 — Marc-Joseph Marion du Fresne, explorador francês (n. 1724).

### Século XIX
- 1816 — Pierre Augereau, general francês (n. 1757).
- 1817
  - Domingos José Martins, comerciante e revolucionário brasileiro (n. 1781).
  - Padre Miguelinho, revolucionário brasileiro (n. 1768).
- 1842 — Thomas Arnold, educador e historiador britânico (n. 1795).

### Século XX
- 1983 — Norma Shearer, atriz norte-americana (n. 1902).
- 1986 — Zdeněk Koubek, atleta tcheco (n. 1913).
- 1994 — Menachem Mendel Schneerson, rabino ortodoxo russo-americano (n. 1902).
- 1995 — Talbot Duckmanton, jornalista e empresário australiano (n. 1921).
- 1997 — Bulat Okudzhava, poeta, músico, escritor e compositor russo-soviético (n. 1924).
- 1998 — Leo Buscaglia, professor e escritor estadunidense (n. 1924).
- 1999 — Gerd Tellenbach, historiador e estudioso alemão (n. 1903).
- 2000 — Bruno Martino, cantor, compositor e pianista italiano (n. 1925).

### Século XXI
- 2002 — Philip Walsted, agente de reservas americano assassinado (n. 1978).
- 2003 — Gregory Peck, ator estado-unidense (n. 1916).
- 2006 — José Leite Lopes, físico brasileiro (n. 1918).
- 2007
  - Guy de Rothschild, banqueiro francês (n. 1909).
  - Samuel Isaac Weissman, químico e acadêmico norte-americano (n. 1912).
- 2015
  - José Messias, compositor, radialista e crítico musical brasileiro (n. 1928).
  - Fernando Brant, compositor brasileiro (n. 1946).
- 2016 — Omar Mateen, criminoso estadunidense (n. 1986).
- 2018 — Wayne Dockery, cantor de jazz norte-americano (n. 1941).
- 2019 — Ágio Augusto Moreira, padre e músico brasileiro (n. 1918).
- 2020 — Porca Véia, cantor e gaiteiro brasileiro (n. 1952).
- 2022 — Gilson de Souza, cantor e compositor brasileiro (n. 1944).
- 2023 — Silvio Berlusconi, empresário e político italiano (n. 1936).
- 2024 — Ilva Niño, atriz brasileira (n. 1934).

## Feriados e eventos cíclicos

### Brasil
- Aniversário do município de Quissamã, estado do Rio de Janeiro
- Aniversário do município de Italva, estado do Rio de Janeiro
- Aniversário do município de Matinhos, estado do Paraná
- Aniversário do município de Simão Dias, estado de Sergipe
- Dia dos Namorados
- Dia do Correio Aéreo Nacional

### Internacional
- Dia da Rússia
- Dia da Paz no Chaco — Paraguai
- Dia da independência das Filipinas
- Dia Mundial contra o Trabalho Infantil

### Religioso
- 108 mártires da Segunda Guerra Mundial
- Ésquilo de Tuna
- Gaspar Bertoni
- Hildegard Burjan
- João de Sahagún
- Menulfo
- Nossa Senhora de Akita
- Onofre do Egito
- Papa Leão III

## Outros calendários
- No calendário romano era o dia de véspera dos idos de junho.
- No calendário litúrgico tem a letra dominical B para o dia da semana.
- No calendário gregoriano a epacta do dia é xv.